# Botilsäters församling
Botilsäters församling var en församling i  Karlstads stift i Säffle kommun. Församlingen uppgick 2010  i Södra Värmlandsnäs församling.

## Administrativ historik
Församlingen har medeltida ursprung.
Församlingen var till 2002 annexförsamling i pastoratet Millesvik, Botilsäter, Eskilsäter och Ölserud. Från 2002 till 2010 ingick den i Säffle pastorat. Församlingen uppgick 2010  i Södra Värmlandsnäs församling.

## Kyrkor
- Botilsäters kyrka